# Marcipa ruptisigna
Marcipa ruptisigna là một loài bướm đêm trong họ Erebidae.